# Rybisch (Patrizierfamilie)

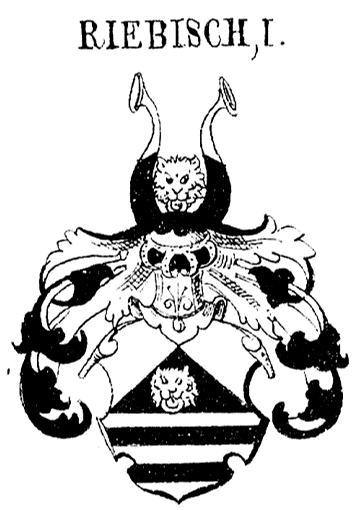
Stammwappen derer von Riebisch in Siebmachers Wappenbuch

Rybisch, auch Ribisch bzw. Riebisch, ist der Name einer in Breslau ansässig gewesenen Patrizierfamilie. Ende des 16. Jahrhunderts erlosch das Geschlecht in Breslau. Ein prominenter Vertreter der Familie war beispielsweise ihr Stammvater Heinrich Rybisch; auch dessen Sohn Seyfried Rybisch erlangte einen gewissen Bekanntheitsgrad.

## Geschichte
Heinrich Rybisch schaffte den Aufstieg vom bürgerlichen Leben in Büdingen über sein Studium bis in die Dienste des böhmischen Landesherrn König Ferdinand II. und in das Breslauer Patriziat. Aus seiner ersten Ehe mit Anna  von Rindfleisch hatte er fünf Kinder und aus seiner zweiten Ehe mit Katharina von Gelhorn zwei weitere.
Aus erster Ehe stammte der älteste Sohn Heinrich, der zur Sorge seines Vaters ein „wildes Leben“ führte. Er heiratete Martha Steyer und hinterließ eine Tochter Maria, die wiederum Ludwig Pfinzing den Jüngeren heiratete.
Auch aus erster Ehe stammten drei Töchter namens Anna (⚭ Niklas von Uthmann und Schmolz), Hedwig (⚭¹ Peter Nunhart; ⚭² Hans Wolff) und Maria (⚭ Hans Monau).
Des Jüngeren Heinrichs Bruder war Seyfried, der ebenso in kaiserlichen Diensten stand.
Sein Bruder Gottfried aus der zweiten Ehe Heinrichs des Älteren heiratete Martha von Hörnig und hinterließ vier Söhne und zwei Töchter.
Seyfried hatte vier Kinder gezeugt, von denen nur zwei das Erwachsenenalter erreichten. Darunter war jedenfalls Gottfried, der in kaiserliche militärische Dienste trat und vom König Friedrich V. zum Ritter geschlagen wurde.

## Wappen
Das Stammwappen ist geteilt: oben in silber eine schwarze Spitze, belegt mit einem Löwenkopf. Unten in silber zwei schwarze Balken. Decken: schwarz-silbern.
Das vermehrte Wappen ist gespalten: links bzw. heraldisch vorne das Stammwappen aber mit goldenem statt silbernem Hintergrund, hinten das oben in schwarz ein goldener Balken, unten in gold die schwarze Spitze mit dem Löwenkopf.

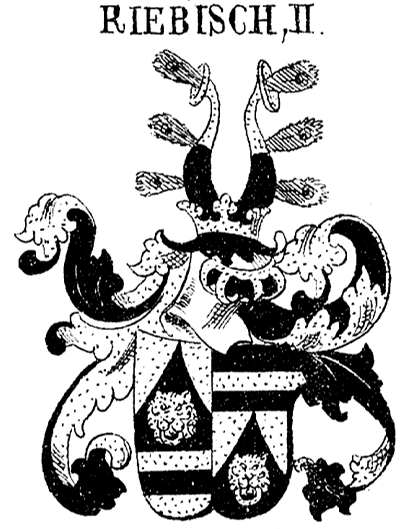
Vermehrtes Wappen derer von Riebisch in Siebmachers Wappenbuch
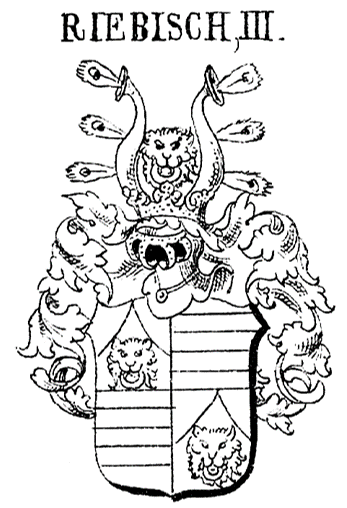
Wappenvariante derer von Riebisch in Siebmachers Wappenbuch
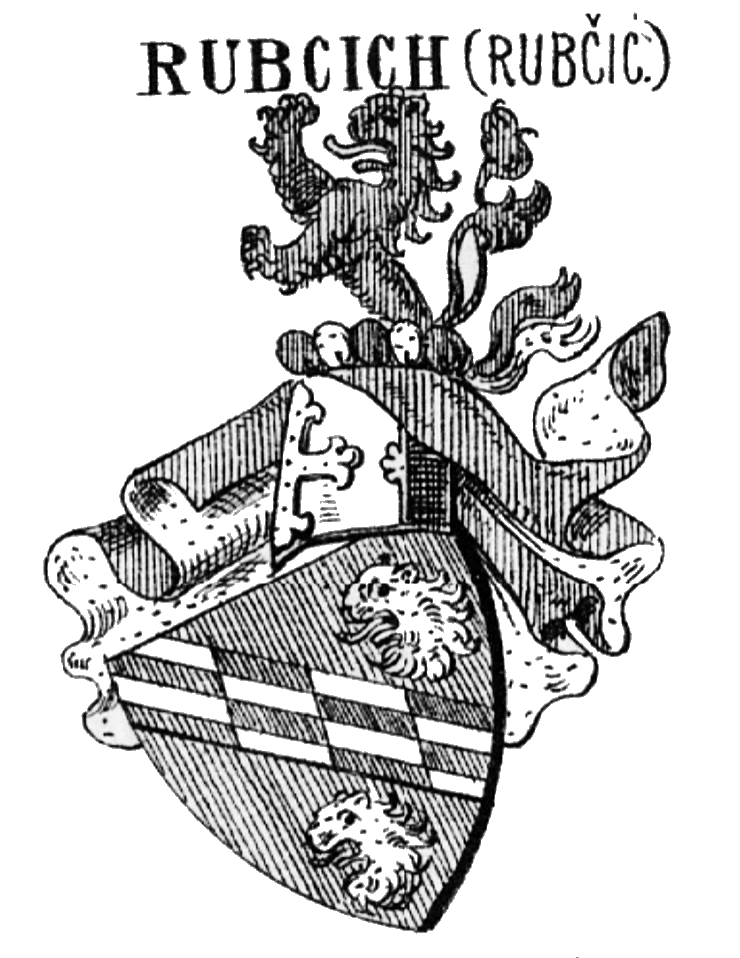
Wappen der Familie Rubcich in Siebmachers Wappenbuch

Die in der Kategorie Adel von Kroatien und Slavonien aufgeführten Herren von Rubcich, auch Rubčić, führten ein Wappen mit ähnlichen Wappenelementen. Die Primärquelle dieses Wappens sind die Aufzeichnungen des Korjenić-Neorić aus dem Jahr 1595. Es ist folgendermaßen blasoniert: in rot ein rot-silbern geschachter Schrägrechtsbalken, beidseitig begleitet von einem goldenen Löwenkopf. Decken: rot-golden.